# Iyo (provincia)

Mappa delle province giapponesi con la provincia di Iyo evidenziata

Iyo (giapponese 伊予国; -no kuni) fu un'antica provincia del Giappone nell'area che appartiene in epoca moderna alla prefettura di Ehime sull'isola di Shikoku. Iyo confinava con le province di Awa, Sanuki e Tosa.
L'antico capoluogo provinciale era vicino alla moderna Imabari. Durante il periodo Sengoku venne divisa in diversi han (feudi), il più grande dei quali aveva il capoluogo a Matsuyama. Venne brevemente unificata dal clan Chosokabe della vicina Tosa, ma Toyotomi Hideyoshi invase Shikoku nel 1584 e riassegnò i feudi.